# Свети Илия (Никуляне)
Вижте пояснителната страница за други значения на Свети Илия.
„Свети Илия“ (на македонска литературна норма: „Свети Илија“) е възрожденска православна църква в село Никуляне, северната част на Република Македония. Част е от Кумановско-Осоговската епархия на Македонската православна църква – Охридска архиепископия.
Църквата е гробищен храм, разположен северозападно над Горната махала на селото. Изграден е върху основите на средновековна църква около 1900 година.